# Länsväg 181
Länsväg 181 går sträckan Vårgårda - Herrljunga - Falköping.
Väg 181 förbinder E20 vid Vårgårda med riksväg 47 i Falköping. Vägen sammanlänkar därmed trakterna kring Falköping med E20 och Göteborgsregionen på ett gent sätt. Vägen ansluter också i Herrljunga till länsväg 183 mot Borås. Väg 181 går gemensamt med riksväg 47 mellan Gökhem och Falköping.

## Standard
På sträckan Vårgårda-Bråttensby är vägen vanlig 9-metersväg med omkörningssträckor. Vidare till Herrljunga varierar vägbredden kring 6,5 meter och hastigheten är satt till 70 km/h, förutom genom Remmenedal där den är 50 km/h. Vägen går rakt igenom Herrljunga tätort och är även där nedsatt till 50 km/h. Mellan Herrljunga och Falköping är hastigheten 90 km/h fram till Snipebro (bron över Lidan) och 80 km/h resten av sträckan fram till riksväg 47.

## Planer
Det projekteras för en omläggning av länsväg 181 utanför Herrljunga tätort mellan Bergagärde vägskäl (korsningen länsväg 181-länsväg 183 söder om Herrljunga) och Remmene väster om Herrljunga samt förbi Remmenedal.

## Historia

### Innan 1984
Fram till 1960-talet gick länsväg 181 sträckan Borås-Fristad-Annelund-Fåglavik-Larv-Norra Vånga-Ardala (nära Skara). På sträckan Vårgårda-Herrljunga-Hällestad gick före 1985 inte någon primär länsväg. Sträckan Hällestad-Gökhem hade nummer 183 från 1940-talet (då vägnummer infördes).

### Efter 1984
År 1984 öppnades en helt ny vägsträcka på ca 15 km genom obruten mark mellan Snipebro vid Floby och Stenunga utanför Herrljunga. I samband med att den nya vägen öppnades infördes vägnummer 181 mellan Vårgårda och Falköping. Från början var det tänkt att den nya vägsträckan skulle heta Riksväg 43, men under byggets gång ändrades detta till Länsväg 181. Anledningen till att man byggde sträckan var att förbättra kommunikationerna mellan södra och östra Skaraborg mot Göteborg.
Strax efter att länsväg 181 byggts så ändrades länsväg 183 från att gå Borås-Falköping, vilket delvis sammanföll med väg 181, till att gå Borås-Herrljunga istället. Före 1984 hade inte Herrljunga någon primär länsväg till sig.
I slutet av 1980-talet byggdes en länk på ca 3 km från Stenunga till länsväg 183 vid Bergagärde strax söder om Herrljunga och i början av 1990-talet byggdes en ny genomfart genom Herrljunga.. Därmed slapp trafiken på väg 181 att åka genom Herrljunga centrum.
År 2009 rustades 4 km av den västra delen av vägen upp mellan Vårgårda och Bråttensby. Från att ha varit en smal och krokig 6,5 meters väg blev den nu en rakare 8,3 meters väg med vissa partier breddade för omkörningsfält.